# مالی قپچاق
مالی قپچاق (انگلیسی: Maly Kipchak) یک شهرک در شهرستان بورزیانسکی باشقیرستان کشور روسیه است.